# Cayo Sotavento
Cayo Sotavento är en ö i Kuba.   Den ligger i provinsen Provincia de Villa Clara, i den nordvästra delen av landet, 230 km öster om huvudstaden Havanna. Arean är 42 kvadratkilometer.
Terrängen på Cayo Sotavento är mycket platt. Öns högsta punkt är 24 meter över havet. Den sträcker sig 10,6 kilometer i nord-sydlig riktning, och 11,0 kilometer i öst-västlig riktning.  Trakten runt Cayo Sotavento består huvudsakligen av våtmarker.